# Rouissat
Rouissat es un municipio (baladiyah) de la provincia o valiato de Ouargla en Argelia. En abril de 2008 tenía una población censada de 58 112 habitantes.
Se encuentra ubicado al sureste del país, en el desierto del Sahara, cerca de la frontera con Túnez.